# Туманов, Николай Гаврилович
Николай Гаврилович Туманов (1887—1936) — советский государственный деятель.

## Биография
- 1901—1908 — делопроизводитель ссудной казны, помощник бухгалтера фирмы Сандлера, г. Остров.
- 1908—1912 — бухгалтер фирмы Сандлера в Санкт-Петербурге; конторщик Русского торгово-промышленного банка; бухгалтер частной фирмы.
- 1912—1915 — помощник заведующего отделением банка внешней торговли.
- 1915—1917 — санитар общества Красного Креста.
- 1917—1921 — комиссар-управляющий Народного банка Северной областной конторы.
- 1921—1922 — уполномоченный наркомата финансов РСФСР по Украине.
- 1922 — член коллегии наркомата финансов РСФСР.
- 1922—1923 — член ЦИК ЗСФСР.
- 1924—1926 — председатель правления Госбанка СССР.
- 1926 — председатель элеваторного комитета.
- 1926—1928 — член президиума Госплана СССР.
- 1928—1931 — заместитель торгового представителя, торгпред СССР во Франции.
- 1931—1932 — член президиума ВСНХ СССР.
- С мая 1932 года председатель правления и управляющий Промбанком СССР.

## Репрессии
- Арестован 4 августа 1936 года. Осужден 3 сентября 1936 года. Реабилитирован 20 августа 1964 года.